# アッサム語
アッサム語（アッサムご、অসমীয়া,असमिया भाषा,Assamese,Asamiya,Oxomiya）は、インド北東部のアッサム州で話される言語。インドでは憲法の第8付則に定められた22の指定言語のひとつであり、州の公用語でもある。アッサム州以外にもアルナーチャル・プラデーシュ州をはじめインド北東部やブータン、バングラデシュに話者が存在する。話者の人口は2000万でインドヨーロッパ語族の分布の東端にあたる。

## 表記
ナーガリー文字の系統のアッサム文字を用いる。古語の発音を基準にした正書法をとる。

## 発音
- サンスクリットやヒンディー語にあるそり舌音がない
- 無声軟口蓋摩擦音（[x]）がある

### 母音
- a,i,u
- aa,ii,uu（長音）
- e,o
- oi,ou
- r

### 子音
- p,t,k（無声無気音）
- b,d,g（有声無気音）
- ph,th,kh（無声有気音）
- bh,dh,gh（有声有気音）
- s,z
- c[tʃ],j[dʒ],jh（jの有気音）
- m,n,ng[ŋ]
- ni[ɲ]
- r
- l
- h
- x[x]
- w
- y[j]

## 文法
ベンガル語に似て、性がなく、助数詞を用いる特徴がある。

## 方言と共通語
19世紀中頃ではキリスト教団（アメリカ北部バプテスト）の活動の拠点であったシブサガルの方言で出版されていたが、現在は州都グワーハーティーの方言が共通語のもとになっている。